# Vassallaggi

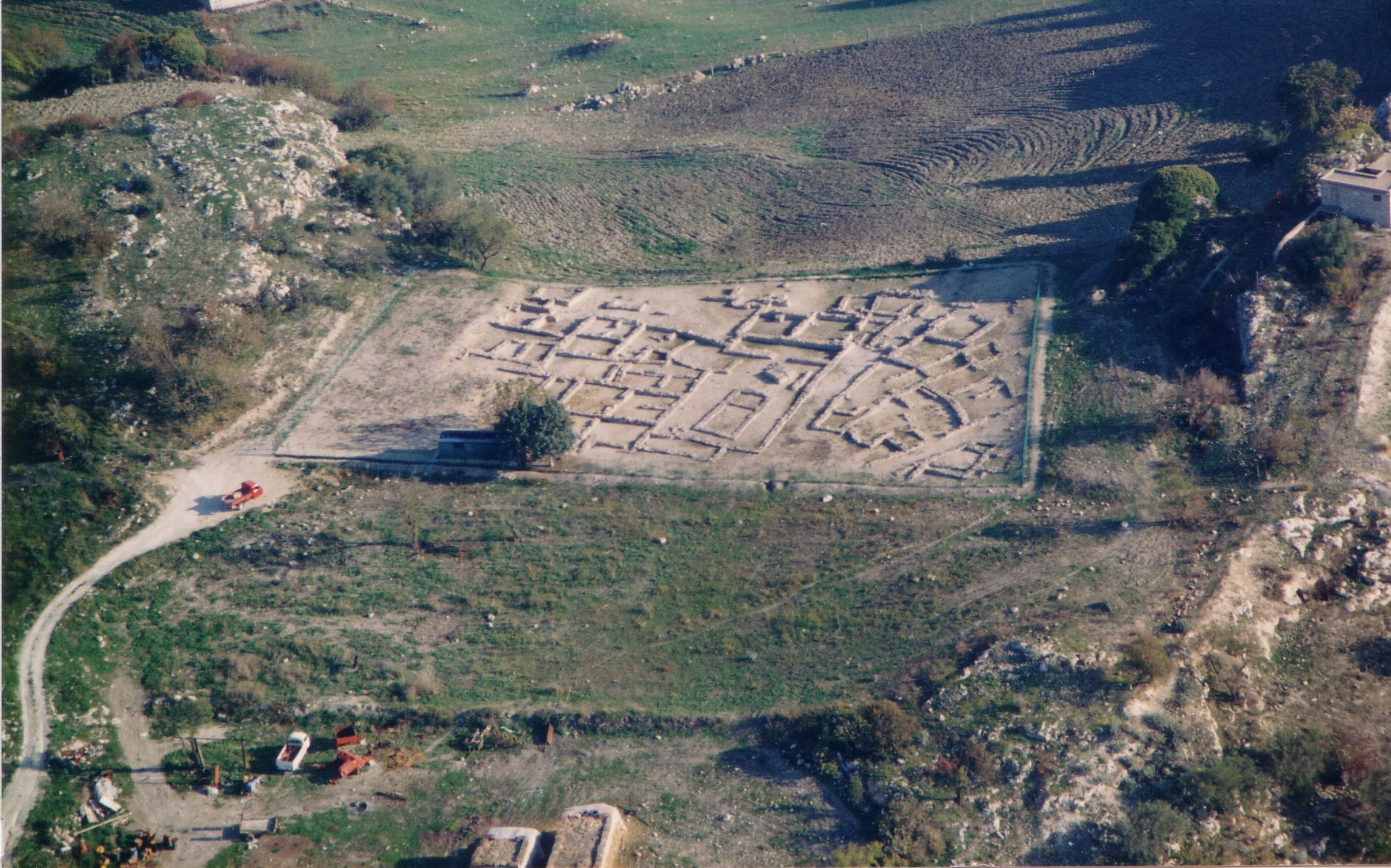
Blick auf Vasallaggi

Vassallaggi ist eine vorgeschichtliche Siedlung in der Nähe von San Cataldo im Freien Gemeindekonsortium Caltanissetta in Sizilien. Dass Vassallaggi mit dem antiken Motyon identisch ist, ist sehr wahrscheinlich. Aufzeichnungen von Diodor deuten das an.
Vassallaggi liegt etwa fünf Kilometer von San Cataldo an der Staatsstraße 122 in Richtung Serradifalco. Die Siedlung lag auf fünf kleinen Hügeln. Die alte Siedlung wurde größtenteils ausgegraben. Gefunden wurden Höhlengräber aus der frühen Bronzezeit, und Kammergräber, die nicht genau zu datieren sind. Weiter gibt es Reste einer Stadt aus der ersten Hälfte des 4. Jahrhunderts vor Christus. Von dieser Stadt sind Reste eines Mauergürtels und Überreste eines Heiligtums gefunden worden. In den Nekropolen der Stadt wurden Sarkophage aus Alabaster und Keramiken aus dem 5. Jahrhundert vor Christus gefunden. Fundstücke sind in dem Museum von Gela und im archäologischen Museum von Agrigent ausgestellt.